# Antonio Carminati (scultore)
Antonio Carminati (Brembate di Sotto, 2 giugno 1859 – Milano, 11 maggio 1908) è stato uno scultore italiano.

## Biografia
Antonio Carminati nacque da Francesco e da una tale Marianna. Ancora fanciullo rivelò una forte inclinazione per la scultura: il padre, vedendo ben presto di come quel suo figliuolo «s'ingegnava a scolpire ogni specie di fantasticherie nella pietra», fece in modo che potesse frequentare l'Accademia di Brera, a Milano, in modo da dare un impulso decisivo alla sua formazione artistica. Nell'accademia braidense, dal 1874 al 1879, il Carminati poté seguire i corsi di Enrico Butti, incaricato dell'insegnamento della scultura; passò quindi sotto la guida di Odoardo Tabacchi, che in quegli anni godeva in Italia di una distinta notorietà, e infine si perfezionò frequentando lo studio di Giulio Monteverde a Roma.
Il Carminati fece ritorno a Milano solo nel 1889: furono questi anni molto fervidi dal punto di vista artistico. Lo scultore, infatti, fu espositore alle Biennali di Venezia del 1895, 1901, 1905 e 1907: ciò malgrado, per la prima vera, importante affermazione pubblica bisognerà attendere il 1906, quando partecipò al concorso per il monumento milanese a Giuseppe Verdi, uscendone vincitore. Carminati ebbe modo di realizzare solo due statue allegoriche, oggi disperse.
Antonio Carminati morì a Milano l'11 maggio 1908; riposa nel locale cimitero Monumentale.

## Attività
La prima produzione artistica del Carminati è incentrata sul completamento delle parti scultoree delle due torricelle ai fianchi del tiburio del duomo di Milano, sotto la direzione di Paolo Cesa Bianchi. Nell'ambito del restauro della cattedrale meneghina, che coinvolse anche personalità come Ludovico Pogliaghi, Enrico Butti e Luigi Cavenaghi, si segnalano l'esecuzione della statua del Profeta Asa (1885) ed il bronzo del 1891 raffigurante Un panettiere (Lavoro notturno), recante un'impronta spiccatamente sociale, affrontando quei temi divisionisti in voga all'epoca. Sempre del 1891 è la statua di San Luigi Gonzaga che soccorre un appestato, custodita nel transetto destro della chiesa di Santa Maria presso San Satiro, eseguita sulla base di una matrice di impianto verista.
Come già accennato, il Carminati partecipò spesso all'Esposizione internazionale di Venezia, appuntamento al quale sarà presente più o meno costantemente sino all'anno della sua morte. Qui nel 1895 espose il modello per il monumento funebre di Luigi Nazari di Calabiana, arcivescovo di Milano, divenendo pienamente partecipe della mistica funeraria di fine Ottocento; non a caso, seguirono nel 1900 l'edicola Baj al Cimitero Monumentale di Milano, realizzato in collaborazione con Cesare Nava, ed il sepolcro Casati, dove eseguì il gruppo bronzeo delle Virtù teologali.
La prima opera del Carminati di una certa importanza fu tuttavia rappresentata dal citato monumento a Giuseppe Verdi, del quale sono oggi noti solo i bozzetti: l'artista, malauguratamente, morì infatti proprio quand'era «alla ricerca del Verdi», come ci suggeriscono le testimonianze. L'opera si sarebbe dovuta appoggiare su un'ampia esedra gradinata ai lati della quale avrebbero trovato collocazione, a fianco della statua del Maestro, le sculture allegoriche della Melodia e dell'Armonia. Il monumento, in ogni caso, assume un tono squisitamente trionfalistico, con evidenti richiami stilistici ad altre opere analoghe precedenti, quali il monumento a Gaetano Donizetti di Francesco Jerace a Bergamo (1897) e quello catanese a Vincenzo Bellini frutto dello scalpello del Monteverde (1883).
Due statue marmoree allegoriche, raffiguranti donne piangenti in grandezza naturale, furono realizzate da Antonio Carminati nel 1907 per il cimitero di Batavia (oggi Giacarta, Indonesia) dove sono attualmente esposte. Il cimitero è oggi un museo, noto come Taman Prasasti; le statue sono esposte all'aperto ma sono perfettamente conservate, al contrario di diversi altri monumenti del cimitero che hanno subito sfregi da parte di vandali.